# Дегтяревський Степан Оникійович
Дегтяревський (Дегтярьов, Дехтярев) Степан Оникійович (1766—1813) — композитор і диригент українського походження, музичний діяч Російської імперії.

## Походження і прізвище
Походив з родини українських кріпаків графа Шереметьєва, які проживали у слободі Борисівка на Курщині — етнічному українському поселенні, що у XVIII столітті була важливим культурним центром серед шереметьєвських вотчин, де готували співаків.
Існують різні варіанти написання прізвища композитора. Так, в російських джерелах переважає написання «Дегтярёв» або «Дегтярев». За спогадами О. Никитенка справжнє прізвище композитора — Дегтяревський, тоді як написання Дегтярьов, що фігурує в офіційних документах, на думку дослідниці Г. Куземської, є наслідком «переінакшення українських прізвищ на російський штиб». Натомість в останніх програмках концертів поширеним є написання «Дехтярев».

## Біографія
З 7-ми років співав у капелі графа М. Шереметєва, пізніше вчився у Йогана Фаціуса та італійського маестро Дж. Сарті. За спогадами О. Никитенка разом з Сарті їздив на стажування до Італії, втім інших документальних підтверджень щодо цієї поїздки не існує.
1786 року С. Дегтярьов стає одним із найосвіченіших музикантів свого часу та провідним оперним співаком театру Шереметьєвих. Паралельно відвідував лекції з російської словесності та іноземних мов у Московському університеті. Досконало володів російською, церковнослов'янською, італійською, німецькою та французькою мовами, втім рідною мовою композитора, на думку Г. Куземької, була українська, про що свідчить текстографічний аналіз його рукописів.
Згодом Дегтяревського було призначено диригентом, педагогом, капельмейстером та керівником «музичних служб» у театрі Шереметьєва. У 1789 році штат капели, якою керував Дегтяревський, налічував 166 чоловік, з них 34 становив хор. До обов'язків Дегтяревського входило готувати концертні програми, причому Дегтяревський керував як хоровим колективом, так і симфонічним оркестром, а згодом також і роговим оркестром. Репертуар капели був досить різноманітним і включав твори як західно-європейських авторів, так і авторів Російської імперії, зокрема Д. Бортнянського, а також і авторські твори С. Дегтяревського. Крім того, Дегтяревському належала значна частина обробок для рогового оркестру.
На початку ХІХ ст. переклав з італійської теоретичний посібник В. Манфредіні «Правила гармонічні та мелодичні для навчання всієї музики…» російською мовою, ця книга стала чи не єдиним на той час підручником з теорії музики та гармонії.

## Творчість
Музична спадщина С. Дегтяревського тривалий час залишалася невідомою. Основний творчий доробок композитора складають церковні концерти. Через заборону співати в церквах хорові концерти, яку наклав Павло І 1797 року, твори Дегтяревського лишалися не виданими і зберігалися лише в архівах Москви та Петербурга. Більше того, заборона змушувала Дегтяревського писати концерти інкогніто, через що питання авторства деяких з них є спірним. Зокрема, існують концерти, які в одних джерелах приписані Дегтяревському, а в інших — А. Веделю. Безсумнівним вважається авторство 50 концертів. Окрім духовної хорової музики відома також ораторія «Мінін і Пожарський, або визволення Москви» — це єдиний оркестровий твір, партитура якого збереглася.
В сучасній Україні творчість Дегтяревського набуває популярності завдяки дослідницькій роботі А. Кутасевича, Т. Гусарчук, а також виконавській діяльності В. Іконника (Київський камерний хор ім. Б. Лятошинського) та М. Гобдича (Камерний хор «Київ»).
Список відомих хорових концертів
1. Господи, возлюбих благоліпіє дому Твоєго
2. Терпя, потерпіх Господа
3. Ізми мя от враг моїх, Боже
4. Услиши, Господи, глас моленія моєго
5. Величая, величаю Тя, Господи
6. Хваліте Бога во святих Єго
7. Радуйтеся, праведнії, о Господі
8. Благословлю Господа, вразумившаго мя
9. Пойте Господеві, живущему в Сіоні
10. Тебі подобаєт піснь, Боже, в Сіоні
11. Приідіте, вірнії (Миколаю Чудотворцю)
12. Се нині благословіте Господа
13. Боже, Боже мой, к Тебі утренюю
14. Господи Боже мой, на Тя уповах
15. С небесних кругов слетів, Гавриїл (Хвалітня стихира Благовіщення)
16. Милосердія двері отверзи нам
17. Преславная днесь (на св. Трійцю)
18. Помилуй мя, Боже, яко на Тя упова
19. Услиши, Господи, молитву мою
20. Златокованную трубу
21. Благо єсть ісповідатися Господеві
22. Боже, прийдоша язици
23. Не ревнуй лукавнующим
24. Пособивий, Господи, кроткому Давиду
25. Помилуй мя, Боже, по велицій милости
26. К Тебі, Господи, воздвигох
27. Боже, во ім'я Твоє спаси мя
28. Днесь грядіте, собори вірних
29. Возлюблю Тя, Господи
30. Господь воцарися, да гніваються людіє
31. Да возрадуєтся душа моя о Господі
32. Господь — Просвіщеніє моє
33. Срадуйтеся нам
34. Воспоїм світло, людіє
35. Слава во Вишніх Богу
36. Днесь вод освящаєтся єстество
37. Днесь Христос в Вифлеємі (на Різдво Христово)
38. Небо і земля (на Різдво Христово)
39. Днесь Христос на Іордан приіде
40. Днесь небесі і землі Творець
41. Днесь всяка твар (на Пасху)
42. Да воскреснет Бог
43. Сей наречений і Святий День (на Пасху)
44. Приідіте, новаго винограда рожденія (на Пасху)
45. Богоотець убо Давид (на Пасху)
46. Приклони, Господи, ухо Твоє
47. Приідіте, взидем на гору Господню
48. Господи, возлюбих благоліпіє
49. Кріпость моя і пініє моє Господь
50. Ісповідайтеся Господеві в гуслех
51. Не імами іния помощі
52. В началіх Ти, Господи, землю основал єси
53. Велій Господь
54. Сей день Господень
55. На безсметрноє Твоє Успеніє
56. Се нині время благоприятно
57. Блажен муж
58. Вишшую небес
59. Боже мой, вскую оставил мя єси
60. Гряди от Ливана, невісто
61. Господь воцарися, да радуєтся земля
62. Сей день радости і веселія
63. Ти моя кріпость, Господи
64. Всемирную славу
65. Слиши, дщи, і виждь
66. Боже, Боже мой, вонми мі
67. Доколі, Господи, забудеши мя